# سيني (نائب الملك في كوش)
كان سيني مسؤولًا مصريًا قديمًا يحمل ألقاب ابن الملك في كوش، مشرفًا على بلدان الجنوب وعمدة المدينة الجنوبية (طيبة). كان في منصبه تحت حكم الملكين تحتمس الأول وتحتمس الثاني. بصفته ابن الملك لكوش، كان المسؤول الرئيسي عن المقاطعات المصرية في النوبة.
يُعرف سيني بشكل أساسي من النقش الموجود على عضادة الباب الموجودة في قلعة قمنة المصرية في النوبة، حيث تم سرد ألقابه بما في ذلك المشرف على مخزن الحبوب المزدوج لآمون. النقش غير مؤرخ، ولكن تم العثور على نقش عن السيرة الذاتية في سمنة حيث ورد أن تحتمس الأول قام بترقية مسؤول إلى ابن ملك. فُقد اسم الشخص الموجود في النقش، ولكن ظهر أيضًا لقب المشرف على مخزن الحبوب المزدوج لآمون، مما يشير إلى أن هذا النقش قد يخص سيني. خليفته في منصبه كان بينري.<ref>
تمت ترقيته إلى مكتب تحت قيادة الملك أحمس الأول (تم الاحتفاظ برئيس المكتب فقط) وفي وقت لاحق تحت حكم أمنحتب الأول كان أمير شونة أمون وفي نفس الوقت رئيس أعمال البناء في الكرنك. تحت حكم تحتمس الأول، وفقًا لهذا النقش، أصبح نائبًا لملك كوش. يبدو أنه تولى المنصب خلال السنوات القليلة الأولى من حكم حتشبسوت. يبدو أن نقشاً من سمنة يثبت وجوده في السنة الثانية من حكم حتشبسوت.

## دفن
في مقبرة طيبة TT317 لجحوتي نفر، ذكر عمدة طيبة يدعى سيني كأب لصاحب القبر. من الممكن أن يكون هذا هو نفس الشخص مثل سيني. خلفه في منصبه كان بن رع.